# Kriso ten Doornkaat
Kriso ten Doornkaat Koolman (* 25. Dezember 1960 in Bremen; Geburtsname: Kristin Sophie Vera Dora Herms) ist eine deutsche Malerin, Grafikerin und Bildhauerin. 2011 war sie Mitglied der Jury des Imke Folkerts Preises für bildende Kunst. Ihre Arbeiten zeigte sie unter anderem in Hamburg, Bonn und München. Seit 1992 lebt sie in Ostfriesland, wo sie Mitglied im regionalen Bund Bildender Künstlerinnen und Künstler (BBK) sowie dem internationalen Kunstkollektiv "Hi Five Art"  ist. Einzelne Werke sind im Bestand der Gesellschaft für bildende Kunst und vaterländische Altertümer zu Emden sowie in privatem oder öffentlichen Besitz.

## Leben
Kriso ten Doornkaat wuchs in Bremen auf. In ihrer Schulzeit war sie künstlerisch aktiv und machte ein Praktikum bei einem Steinmetz. Zudem entstanden erste Illustrationen. Mit fünfzehn stellte sie als Gast des Bremer Verbandes Bildender Künstlerinnen und Künstler (BBK Bremen) erstmals aus. 1979 machte sie am Hermann-Böse-Gymnasium in Bremen das Abitur. In den folgenden beiden Jahren war sie als Mitarbeiterin am Institut für Vogelforschung auf Helgoland, als Vogelwartin im Rantumbecken auf Sylt und als Tierpräparatorin am Überseemuseum Bremen tätig. 1981 nahm sie an der Carl von Ossietzky-Universität in Oldenburg ein Studium der Biologie auf, das sie nach zwölf Semestern abbrach. 1987 nahm sie schließlich ein Studium Grafik und der freien Kunst an der Hochschule für Angewandte Kunst zu Wien auf und wurde Meisterschülerin von Tino Erben. Dieses Studium schloss sie 1992 mit Auszeichnung ab. Danach zog sie mit ihrer Familie auf einen alten restaurierten Bauernhof nach Rysum und arbeitete bis 1994 als Artdirektorin einer Hamburger Werbeagentur. Heute arbeitet sie als freie Künstlerin, Werbegrafikerin und Illustratorin.

## Schaffen
Kriso ten Doornkaat arbeitet als Malerin, Grafikerin und Skulptoristin. In ihren Bildern (Aquarelle, Radierungen und Gemälde) befasst sie sich häufig mit Tieren und Mischwesen. Ihr Werk zeichnet sich durch Paraphrasen und Anspielungen auf die Commedia dell Arte, Ornamentik des Jugendstils wie dem auf Bildnissen und Stillleben alter Meister aus. Zudem fertigt sie Plastiken und Installationen und ist als Schauspielerin sowie Sängerin aktiv.

## Ausstellungen (Auswahl)
Kriso ten Doornkaat nimmt regional und überregional an zahlreichen Einzel- und Gruppenausstellungen teil, so an mehreren Gemeinschaftsausstellungen des BBK Ostfriesland.
- 1995 Sezession Nordwest (Wilhelmshaven)
- 2007 Ostfriesisches Landesmuseum Emden[7]
- 2014 Greetsieler Woche[8]
- 2003 Internationales Jugendforum Bonn[5]
- 2015 Hasenkabinett Weener